# Sitochroa dasconalis
Sitochroa dasconalis là một loài bướm đêm trong họ Crambidae.